# 버마어 위키백과

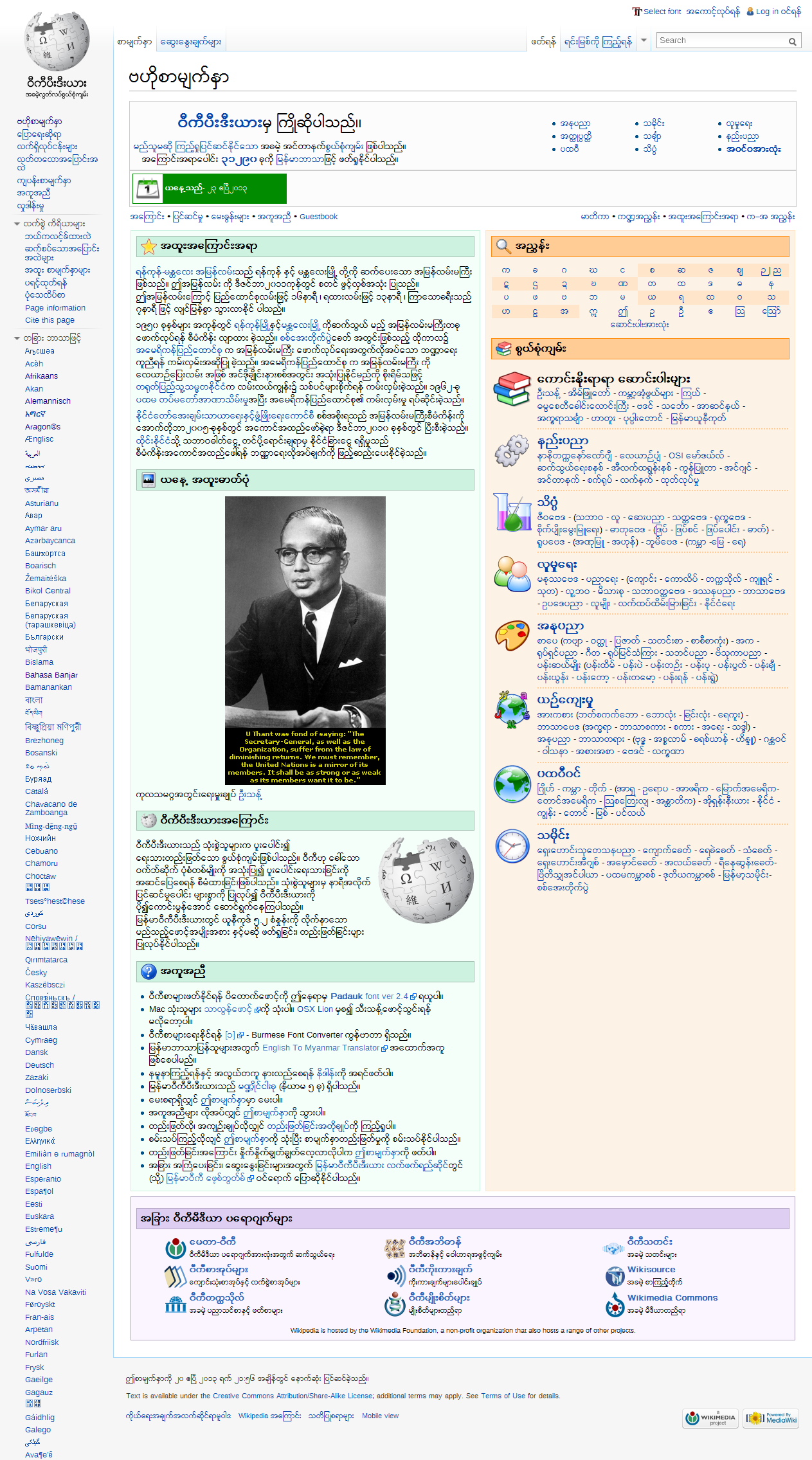

버마어 위키백과(버마어: မြန်မာဝီကီပီးဒီးယား)는 버마어로 운영되는 위키백과 언어판이다. 기호는 my이다.